# Hoher Mechtin

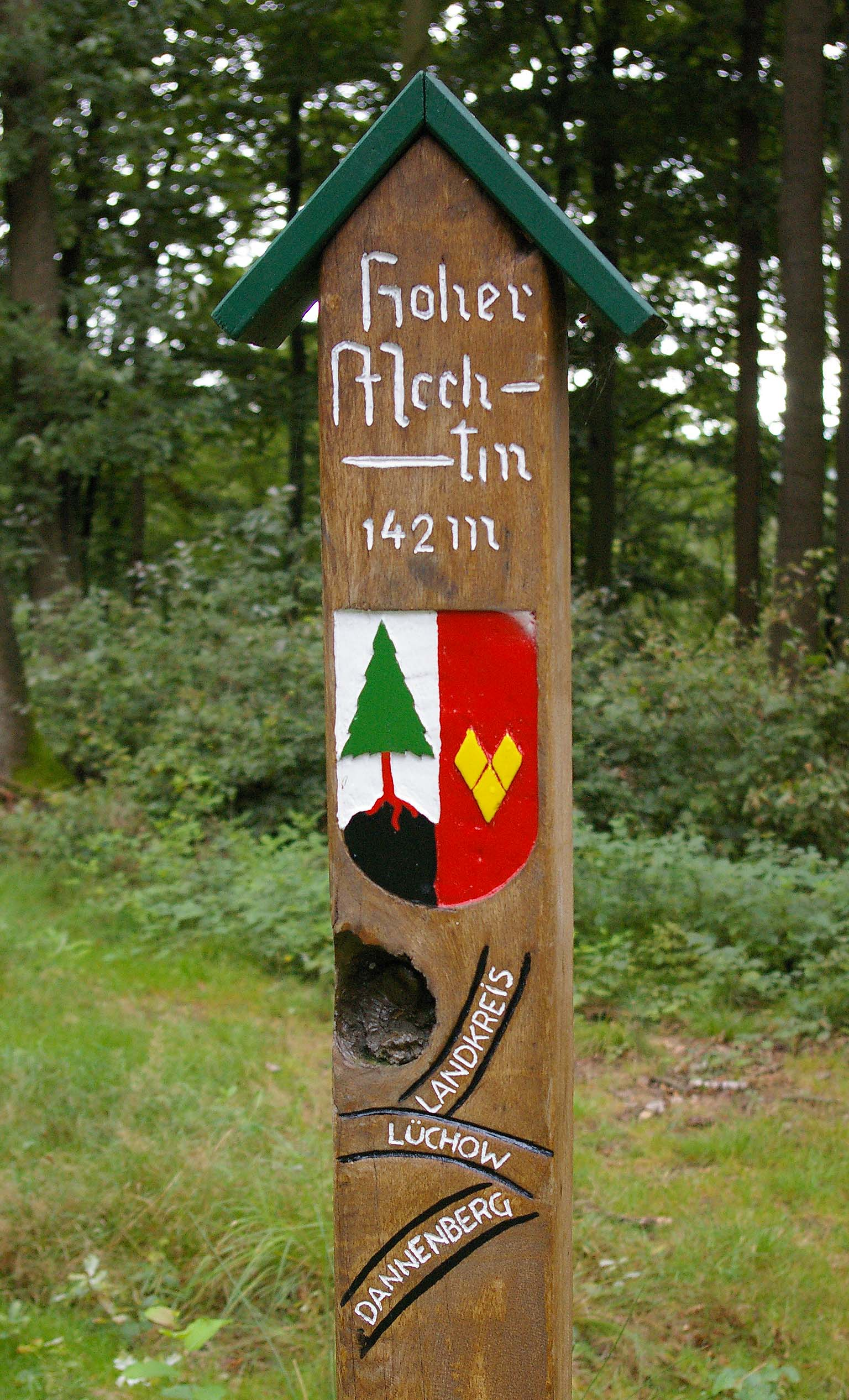
Schild auf dem „Gipfel“

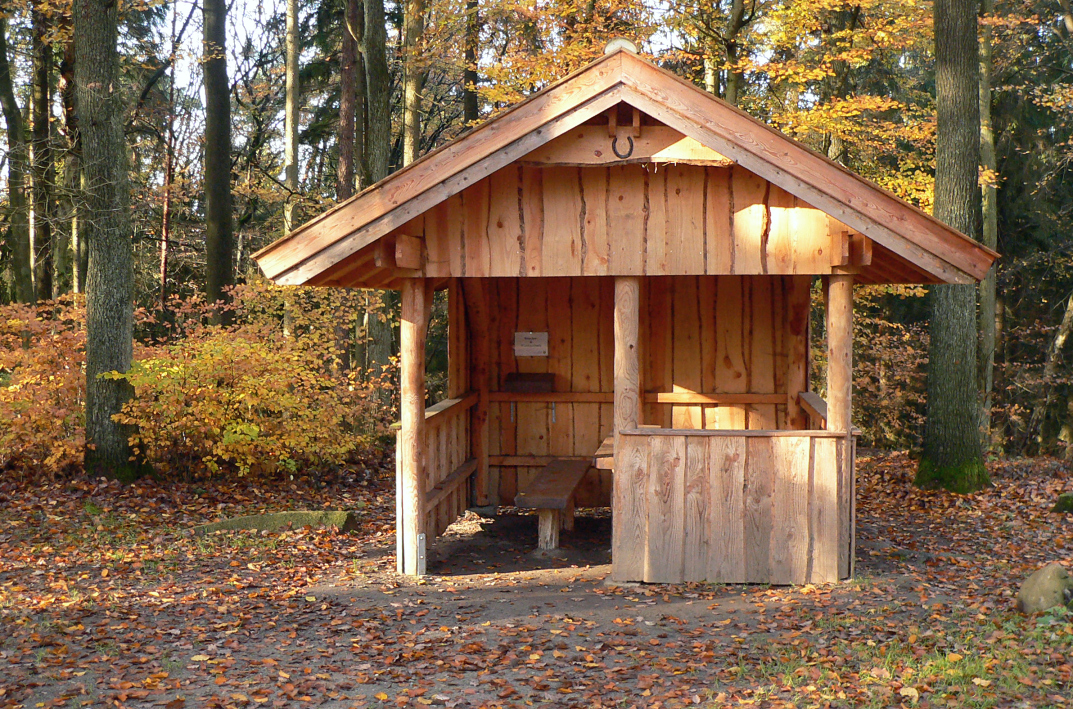
Schutzhütte auf dem „Gipfel“

Der Hohe Mechtin bei Zernien im niedersächsischen Landkreis Lüchow-Dannenberg bildet mit einer Höhe von 142 m ü. NHN die höchste Erhebung im Wendland und ist zugleich eine markante Geländehöhe für das gesamte Norddeutsche Tiefland. Er liegt ca. 2 km östlich von Gülden und stellt in etwa den Mittelpunkt des Drawehn-Höhenzuges dar, der auch als Osthannoversche Kies- oder Endmoräne bezeichnet wird. Naturräumlich gehört der Bereich als Einheit Ostheide zur Lüneburger Heide.

## Geologie und Landschaft
Geschiebe aus Sand, Lehm, Kies, Geröll und metergroßen Findlingen, das die Gletscher, von Skandinavien kommend, während mehrerer Vorstöße in der Saale-Eiszeit herantransportiert hatten, blieb nach dem Abschmelzen in Form der Endmoräne des Drawehn zurück. Das Gebiet ist heute vorwiegend mit Kiefernforst bewachsen, insbesondere in einigen Scheitel- und Hanglagen dominiert aber auch Laubmischwald unter anderem aus Eichen, Birken und Buchen das Landschaftsbild.

## Aussichtsturm
Der Hohe Mechtin ist von verschiedenen Dörfern im Umkreis aus mit Wanderwegen erschlossen. Auf dem von Wald umstandenen Gipfelplateau befindet sich neben einer halboffenen Schutzhütte für Wanderer ein 30 Meter hoher, öffentlich besteigbarer Aussichtsturm, der einen Rundumblick ermöglicht. Die aktuelle Konstruktion aus Lärchen- und Douglasienholz wurde 2015 errichtet und am 14. Juli eingeweiht, initiiert vom Naturpark Elbhöhen-Wendland.
Zwischen 1971 und 2013 hatte sich an gleicher Stelle ein Vorgängerbau befunden, der rund 22 Meter hoch war. Nach Sperrung wegen Baufälligkeit im Jahr 2011 war der alte Turm im März 2013 gesprengt worden.

## Bilder

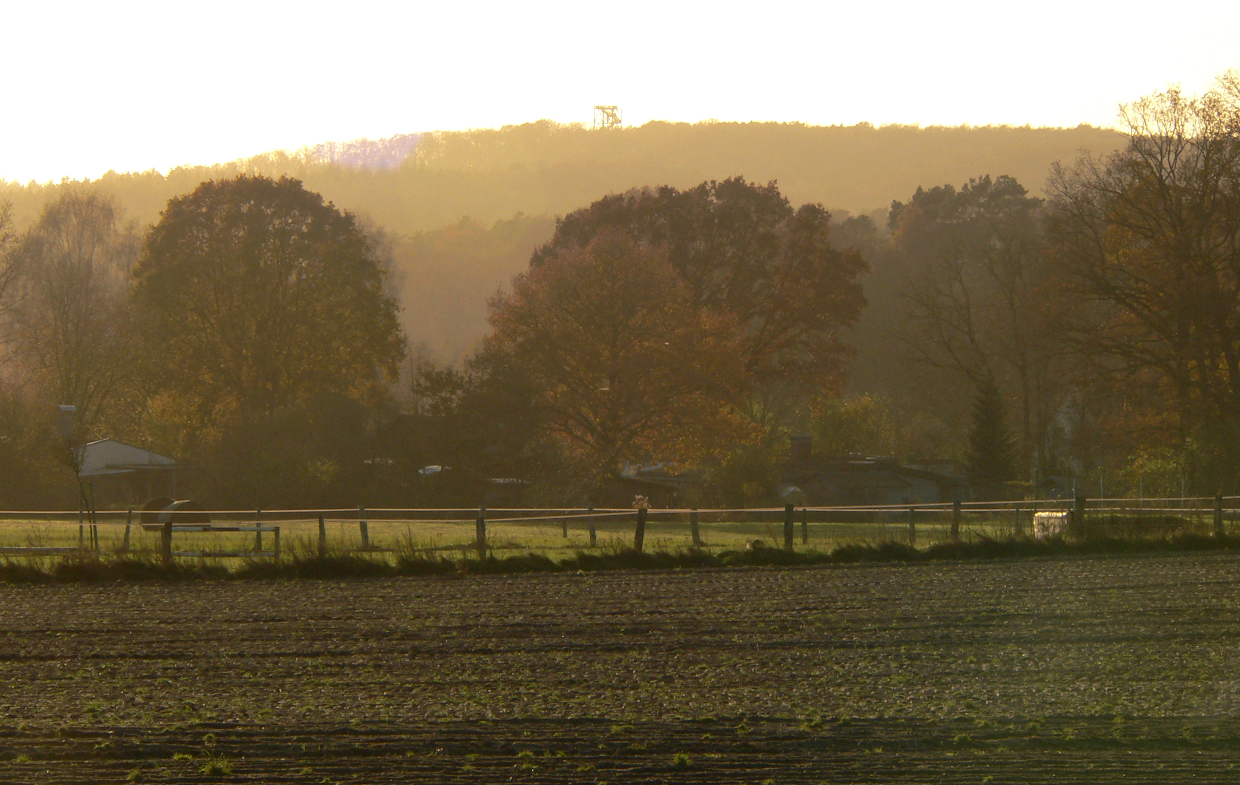
Der Hohe Mechtin mit Aussichtsturm von Fließau gesehen
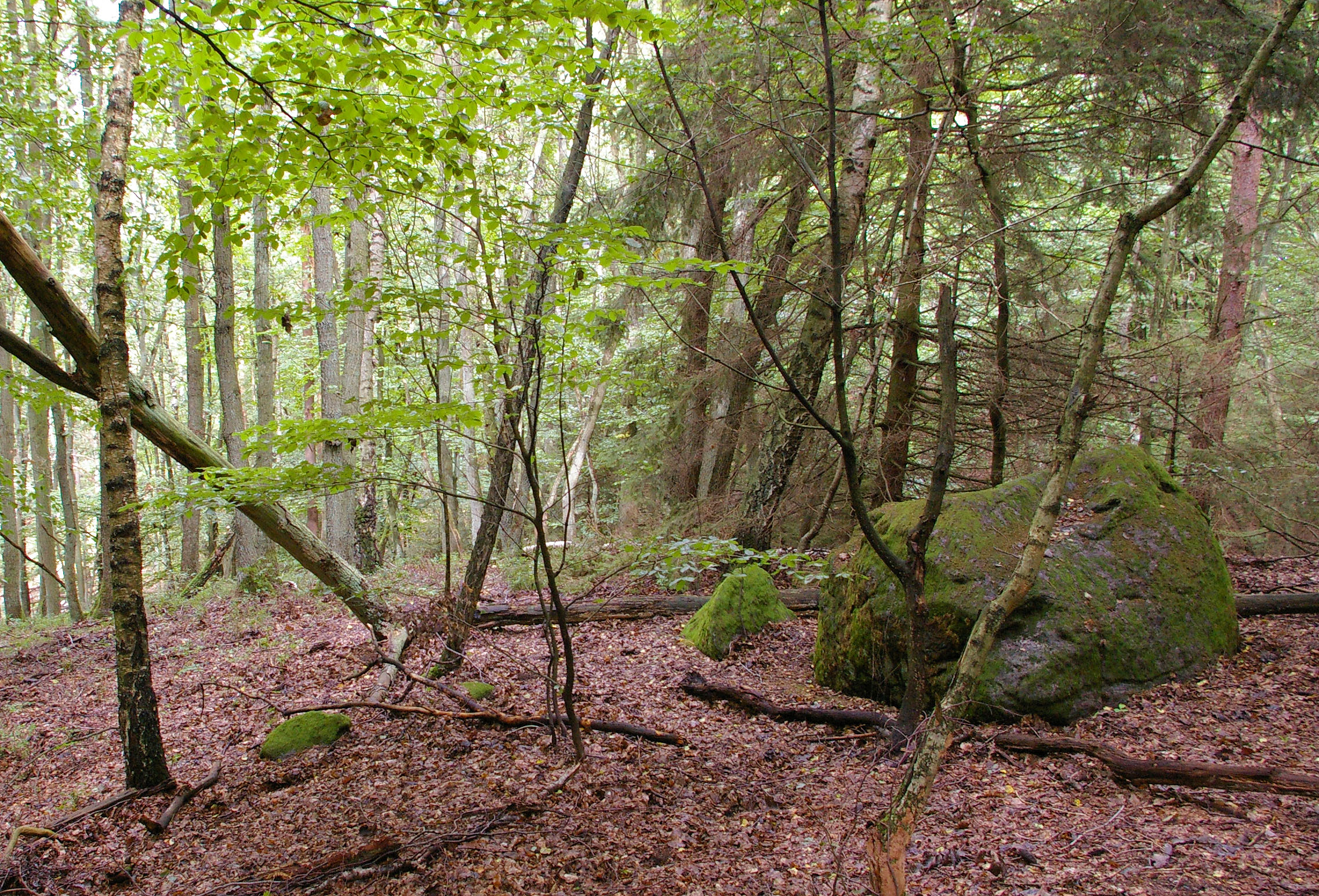
Findlingsblock im Wald an einem Steilhang
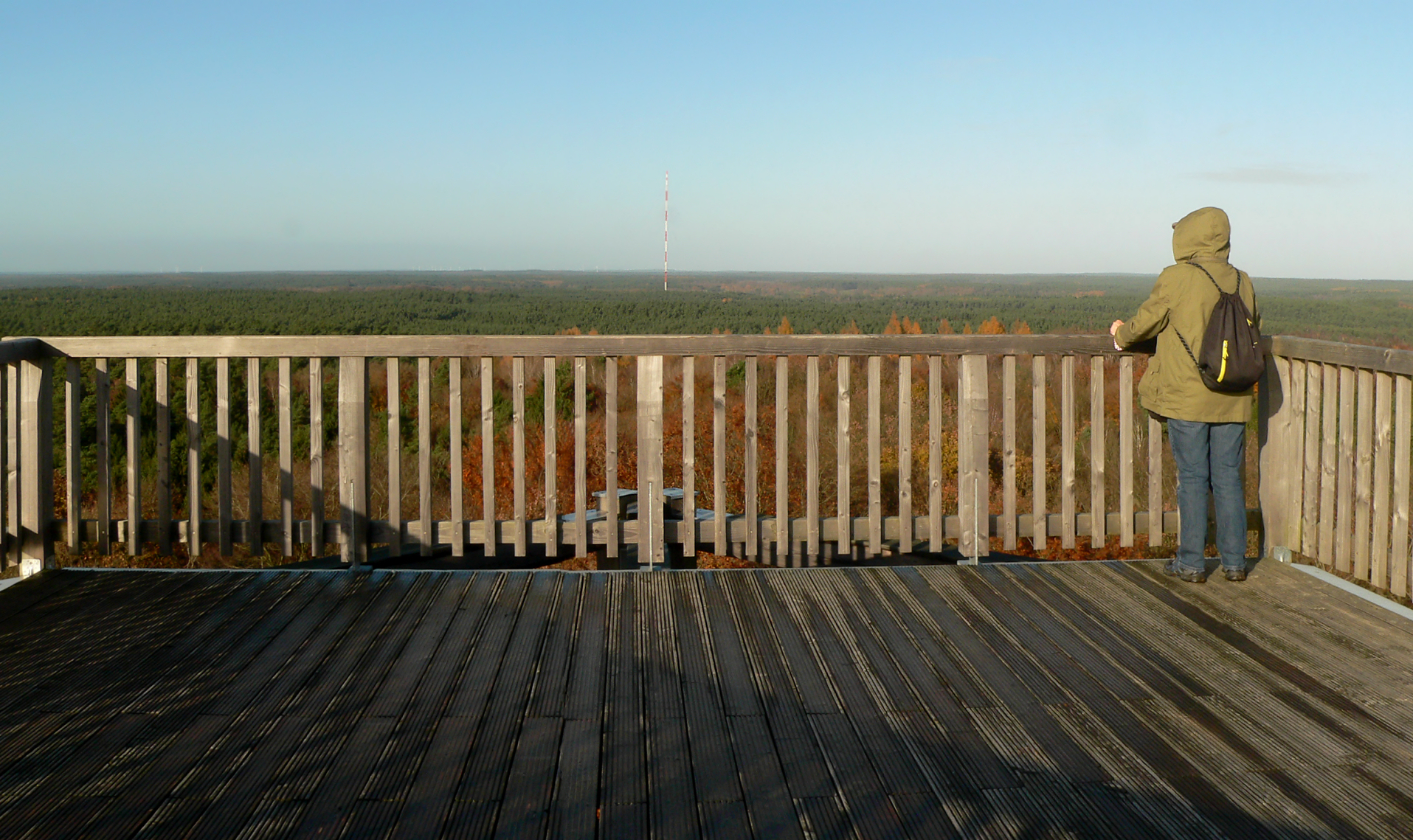
Aussicht vom Turm nach Norden zum Sender Dannenberg/Zernien
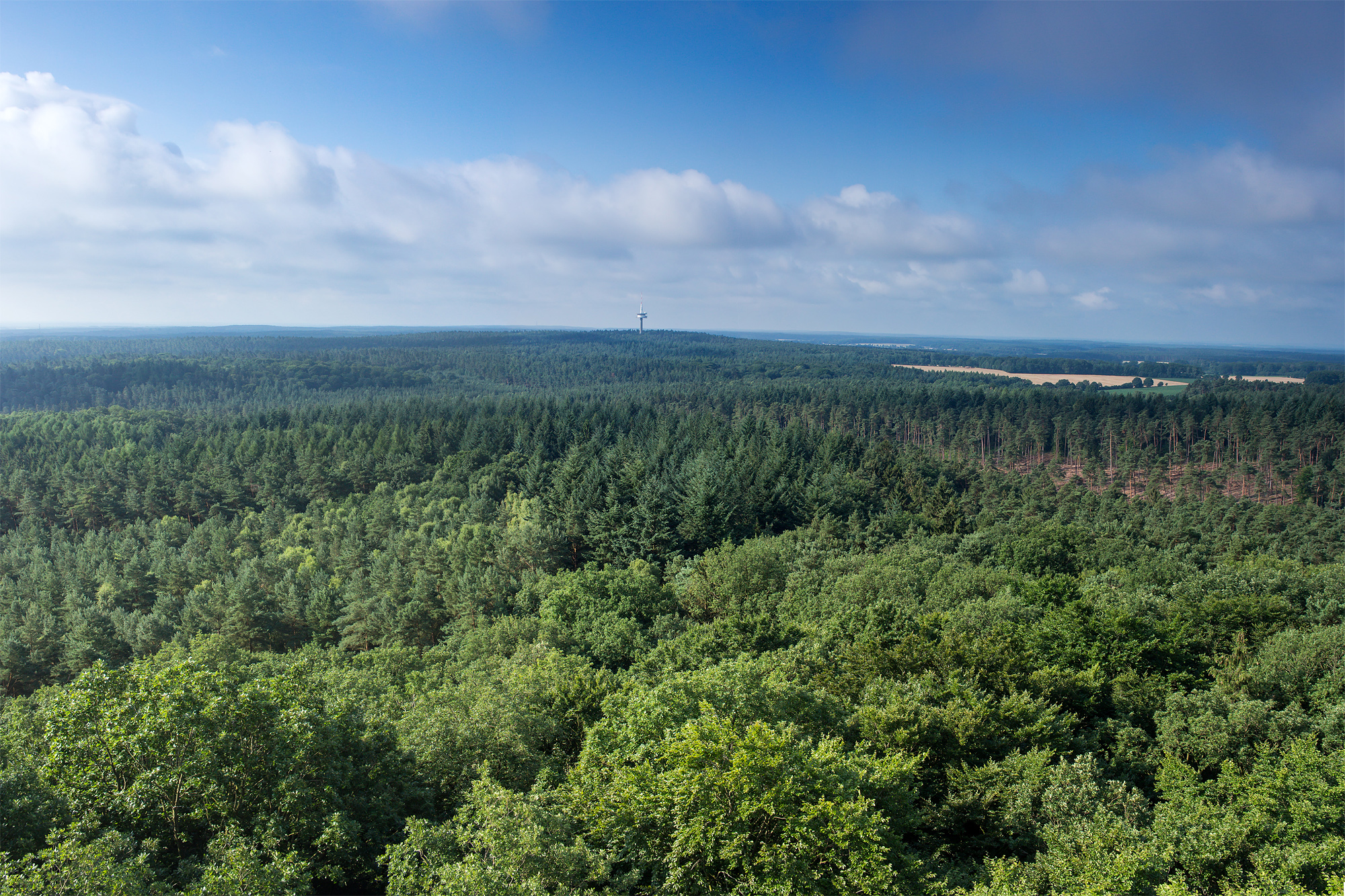
Aussicht vom Turm nach Süden
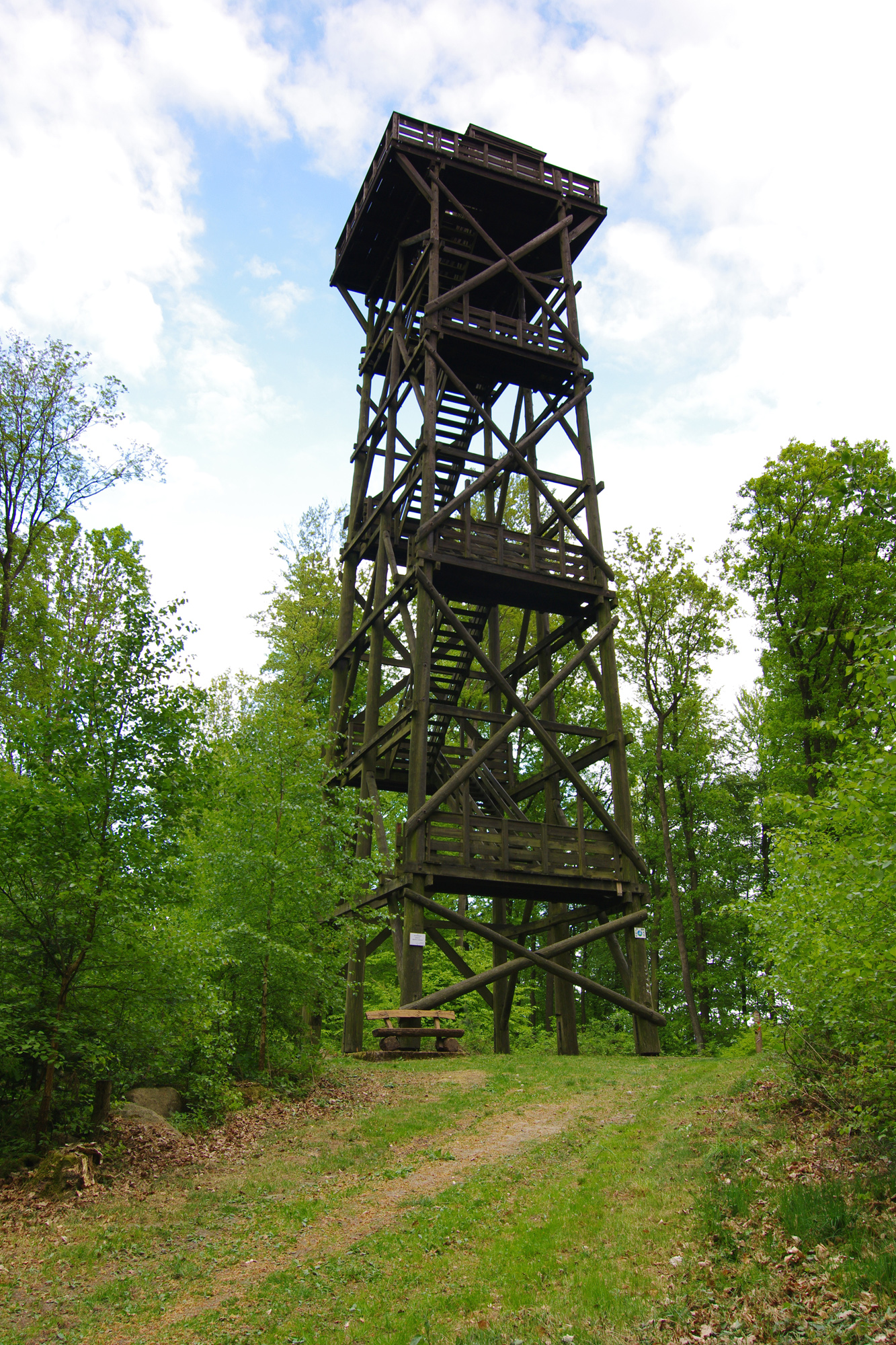
Ehemaliger Aussichtsturm auf dem Hohen Mechtin (2011)
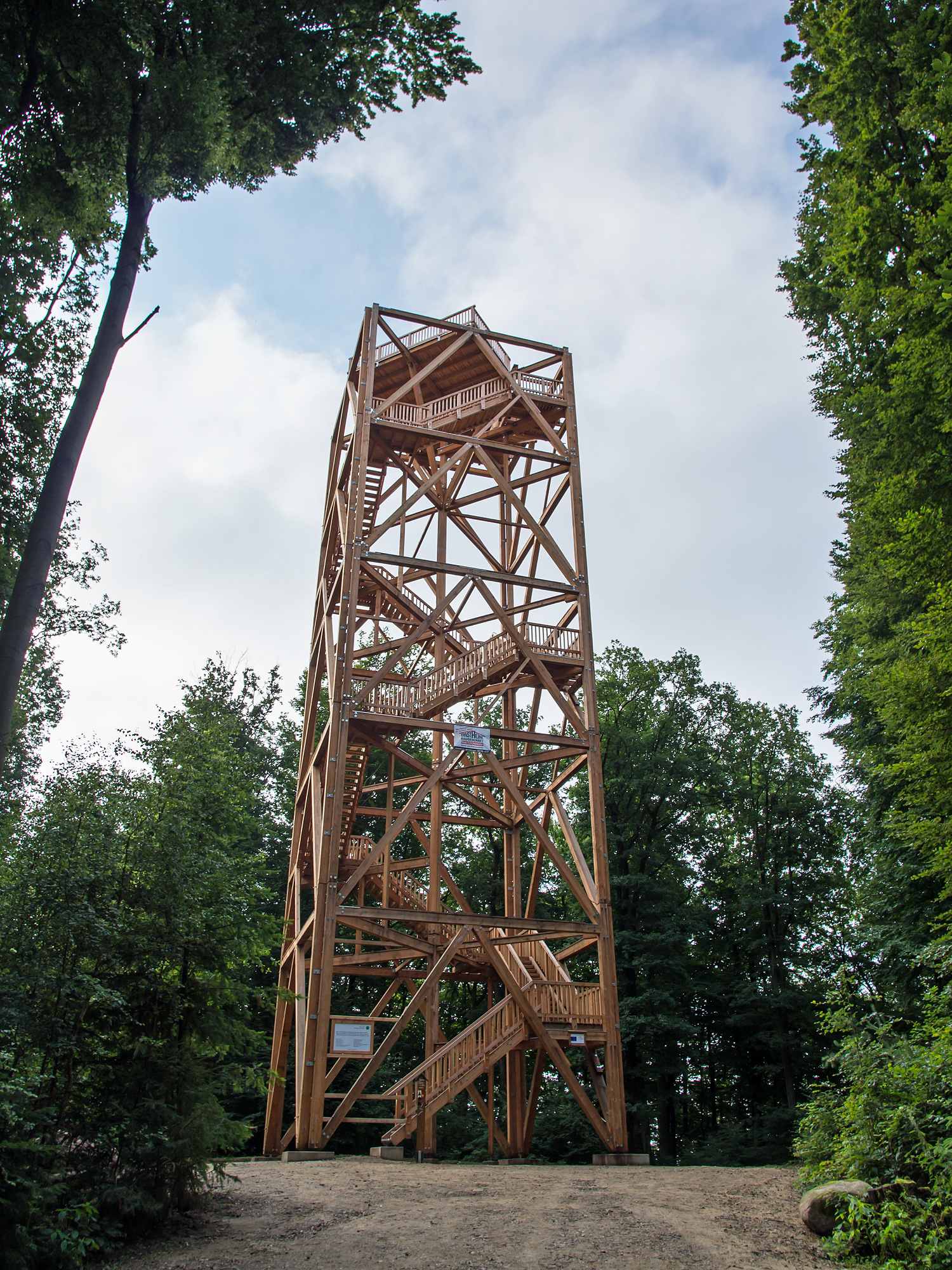
Neuer Aussichtsturm auf dem Hohen Mechtin (2015)